# NGC 2017
NGC 2017 (również ESO 554-**22) – grupa gwiazd, gromada otwarta, znajdująca się w gwiazdozbiorze Zająca. Odkrył ją John Herschel 11 grudnia 1835 roku.